# Kléber Borges de Assis
Kléber Moisés Borges de Assis, mais conhecido como apenas Kléber Borges de Assis (São Francisco de Paula, 21 de dezembro de 1928 — Rio de Janeiro, 2 de setembro de 2004), foi um escritor, geógrafo, jornalista e filósofo brasileiro, autor do livro O rio que não é rio, uma conceituada compilação de reportagens de sua autoria no Correio do Povo, considerada a melhor análise sobre o rio Guaíba da história.

## Biografia
Nascido em São Francisco de Paula, no Rio Grande do Sul, Kléber perdeu sua mãe ainda criança. Tinha dois irmãos mais novos: Dirceu Antônio e Luís Justiniano. Em 1941, mais ou menos cinco anos depois da morte de Hilda, sua mãe, seu pai casou com outra mulher, com quem teve o caçula, José Volny. Mas Kléber não se dava bem com sua madrasta. Após muitas brigas, seu pai decidiu colocá-lo em um colégio interno em Porto Alegre, de onde fugiu e foi morar com sua tia.
Era amigo de infância do ator Walmor Chagas, com quem estudou no Colégio Estadual Júlio de Castilhos, onde também integrava a banda da escola, tocando percussão. Começou a escrever na escola, com o pseudônimo de Pêro Pepão.
Formado em filosofia, geografia e jornalismo, o gaúcho, em viagem ao Rio Grande do Norte, conheceu a pernambucana Iracema Francisco de Mello, que se tornaria Iracema Borges de Assis, sua mulher durante toda a sua vida.
Foi professor de geografia e jornalismo na Universidade Federal do Rio Grande do Sul durante anos, quando resolveu dedicar-se apenas a sua carreira jornalística.
Trabalhou como jornalista no Correio do Povo, onde, em 1958, escreveu uma série de reportagens e análises sobre o rio Guaíba. A série fez tanto sucesso que, em 1960, resultou no livro "O rio que não é rio", famoso entre os estudiosos sobre o assunto, além de ter recebido o prêmio ARI de Jornalismo, da Associação Riograndense de Imprensa. No mesmo ano, se consagrou em outra série de reportagens, "Polígono de Contrastes", pelo qual ganhou o Prêmio Esso de Jornalismo.
No ano seguinte, viajou para a Rússia, para cobrir, pelo Correio do Povo, o lançamento do primeiro humano ao espaço. Poliglota, realizou uma famosa entrevista com o astronauta Iuri Gagárin, mas perdeu o nascimento de sua primeira e única filha, Hilda Borges de Assis.
Foi membro do Conselho Nacional de Comércio Exterior do Brasil, pelo qual, em 1976, visitou o Institute for the Integration of Latin America and the Caribbean. Em 1976, mudou-se para o Rio de Janeiro, onde colecionou livros e formou uma biblioteca em sua casa, em Copacabana, onde viveu até sua morte.
Em 1998, finalizou seu único livro de ficção, o romance "Os Santinhos do Pau Oco". No ano de 2004, ficou internado durante quase um mês e morreu por falência múltipla dos órgãos.

## Obras
1. 1959 - O rio que não é rio[4]
2. 1960 - Polígono de Contrastes
3. (1969 )  - Diplomado da Escola Superior Guerra
4. 1998 - Os Santinhos do Pau Oco